# Naxidia irrorata
Naxidia irrorata là một loài bướm đêm trong họ Geometridae.